# Georg Eberhard Rumphius

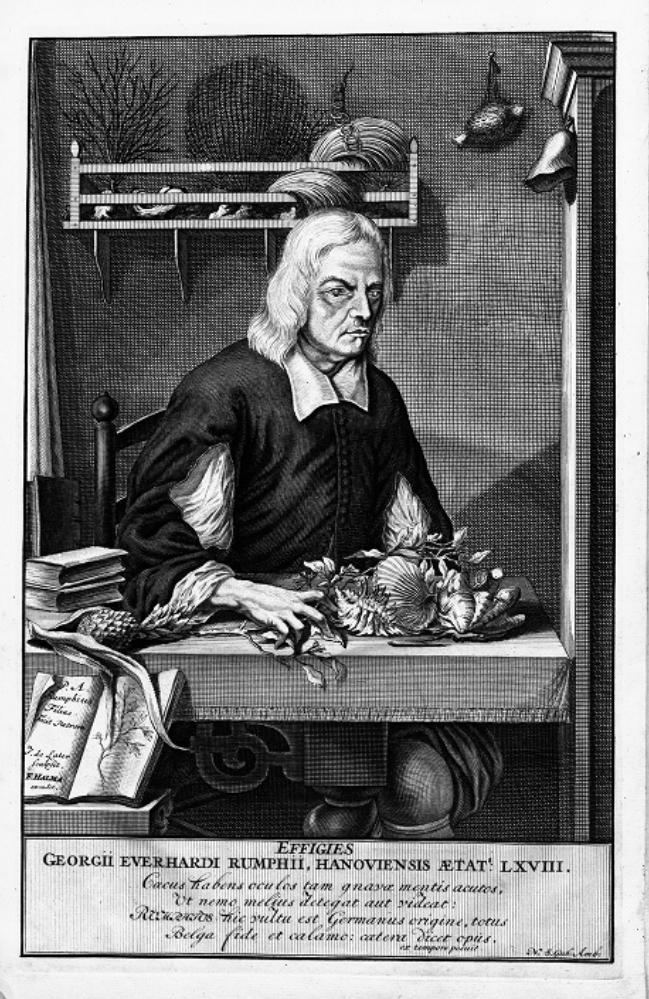
Georg Eberhard Rumphius.

Georg(ius) Eberhard(us) Rumphius (ursprungligen Rumpf), född i oktober 1627 i Wölfersheim, grevskapet Solms-Greifenstein, död den 13 juni 1702 på Ambon, Moluckerna, var en tyskfödd köpman och naturforskare, Auktorsnamnet Rumph kan användas för Georg Eberhard Rumphius i samband med ett vetenskapligt namn inom botaniken; se Wikipediaartiklar som länkar till auktorsnamnet.
Rumphius  begav sig på 1650-talet till Ostindien. Han blev styresman över den holländska besittningen Ambon, som han grundligt utforskade. Rumphius förlorade sin syn 1669, men fortsatte dock sina forskningar och efterlämnade ett stort verk över öns flora, 
Herbarium Amboinense, som 1750 utgavs av Johannes Burman i Amsterdam (6 band i  folio, 587 tavlor) liksom Herbarii Amboinensis auctuarium (utgivet 1755). År 1681 invaldes han som ledamot av Leopoldina.